# NGC 2666
NGC 2666 é um aglomerado aberto na direção da constelação de Ursa Major. O objeto foi descoberto pelo astrônomo John Herschel em 1828, usando um telescópio refletor com abertura de 18,6 polegadas. 